# Alfred Schild
Alfred Schild (Istambul, 7 de setembro de 1921 – Downers Grove, 24 de maio de 1977) foi um físico alemão-estadunidense.

## Carreira
Schild frequentou uma universidade na Inglaterra. No início da Segunda Guerra Mundial foi preso por ser alemão. Obteve depois permissão para ir para o Canadá. Estudou na Universidade de Toronto (B.A. 1944). Obteve em 1946 um doutorado, orientado por Leopold Infeld. Em 1947/1948 esteve no pós-doutorado no Instituto de Estudos Avançados de Princeton, onde trabalhou com Albert Einstein.
Em 1957 foi para a Universidade do Texas em Austin.

## Obras
- com Leopold Infeld: On the motion of test particles in general relativity. In: Reviews of Modern Physics. Volume 21, 1949, p. 408–413.
- com Roy Kerr: Some algebraically degenerate solutions of Einstein's gravitational field equations. In: Proceedings of Symposia in Applied Mathematics. Volume 17, 1965, p. 199.
- com John Lighton Synge: Tensor Calculus. University of Toronto Press, Toronto 1949.